# Closterocerus agromyzae
Closterocerus agromyzae is een vliesvleugelig insect uit de familie Eulophidae. De wetenschappelijke naam is voor het eerst geldig gepubliceerd in 1960 door Narayanan, Subba Rao & Ramachandra.